# Ligia Cademartori
Ligia Cademartori (nascida em Santana do Livramento, no Rio Grande do Sul, em data desconhecida – falecida em 4 de agosto de 2015) foi uma autoridade brasileira em literatura infantojuvenil, professora-doutora em Teoria Literária e tradutora de autores clássicos. Teve destacada carreira acadêmica e fez contribuições significativas para a literatura infantojuvenil no Brasil. Na década de 1980, juntamente com Regina Zilberman e Marisa Lajolo, definiu muitos dos rumos teóricos que sustentam a literatura infantojuvenil brasileira. Seus estudos, ensaios e livros, como O que é literatura infantil (Brasiliense, 1986), são considerados essenciais na área.
Ligia foi uma das responsáveis pela implantação e coordenação do Programa Nacional Salas de Leitura, precursor do Programa Nacional Biblioteca na Escola (PNBE), uma iniciativa relevante para promover a leitura e a formação de leitores no Brasil.
Além de seus trabalhos teóricos, Ligia também se dedicou à tradução e adaptação de clássicos literários para a editora FTD, incluindo obras como Alice no País das Maravilhas de Lewis Carroll e Dom Quixote de Cervantes. Ligia também explorou outras áreas de interesse, como psicanálise e artes plásticas. Foi professora na Universidade de Caxias do Sul (UCS) e na Universidade de Brasília (UnB), onde se aposentou.
Apesar de seu perfil discreto e avesso à exposição pública, Ligia autorizou a publicação de seus próprios poemas no livro O tempo é sempre. Seus escritos foram elogiados por sua sensibilidade e lançados pouco antes de seu falecimento em 2015.

## Prêmios
Seu livro O professor e a literatura – para pequenos, médios e grandes (Autêntica) ganhou o prêmio Cecília Meireles (da Fundação Nacional do Livro Infantil e Juvenil) de melhor livro teórico em 2010. Suas traduções renderam-lhe reconhecimento internacional, sendo incluída na Lista de Honra do International Board on Books for Young People, sediado na Suíça.